# Puchar Świata w łyżwiarstwie szybkim 2012/2013
Puchar Świata w łyżwiarstwie szybkim 2012/2013 jest 28. edycją tej imprezy. Cykl rozpoczął się w Heerenveen 16 listopada 2012 roku, a zakończył 10 marca 2013 roku w tym samym mieście.
Puchar Świata rozegrany został w 8 miastach, w 7 krajach, na 3 kontynentach.

## Medaliści zawodów

### Kobiety
| Lp.   | Data                 | Miejscowość                                                           | Konkurencja                                                           | 1 miejsce                                                                 | 2 miejsce                                                                    | 3 miejsce                                                                                  |
| ----- | -------------------- | --------------------------------------------------------------------- | --------------------------------------------------------------------- | ------------------------------------------------------------------------- | ---------------------------------------------------------------------------- | ------------------------------------------------------------------------------------------ |
| 1. PŚ | 16–18 listopada 2012 | Heerenveen                                                            | 500 m (16.11)                                                         | Lee Sang-hwa                                                              | Heather Richardson                                                           | Nao Kodaira                                                                                |
| 1. PŚ | 16–18 listopada 2012 | Heerenveen                                                            | 3000 m (16.11)                                                        | Stephanie Beckert                                                         | Martina Sáblíková                                                            | Jorien ter Mors                                                                            |
| 1. PŚ | 16–18 listopada 2012 | Heerenveen                                                            | 500 m (17.11)                                                         | Lee Sang-hwa                                                              | Heather Richardson                                                           | Jenny Wolf                                                                                 |
| 1. PŚ | 16–18 listopada 2012 | Heerenveen                                                            | 1500 m (17.11)                                                        | Christine Nesbitt                                                         | Marrit Leenstra                                                              | Lotte van Beek                                                                             |
| 1. PŚ | 16–18 listopada 2012 | Heerenveen                                                            | Bieg masowy (17.11)                                                   | Mariska Huisman                                                           | Jorien ter Mors                                                              | Claudia Pechstein                                                                          |
| 1. PŚ | 16–18 listopada 2012 | Heerenveen                                                            | 1000 m (18.11)                                                        | Heather Richardson                                                        | Zhang Hong                                                                   | Lotte van Beek                                                                             |
| 1. PŚ | 16–18 listopada 2012 | Heerenveen                                                            | Bieg drużynowy (18.11)                                                | Niemcy Stephanie Beckert · Isabell Ost · Claudia Pechstein                | Holandia Marije Joling · Marrit Leenstra · Diane Valkenburg                  | Kanada Ivanie Blondin · Christine Nesbitt · Brittany Schussler                             |
| 2. PŚ | 24–25 listopada 2012 | Kołomna                                                               | 1500 m (24.11)                                                        | Marrit Leenstra                                                           | Jekatierina Szychowa                                                         | Christine Nesbitt                                                                          |
| 2. PŚ | 24–25 listopada 2012 | Kołomna                                                               | Bieg masowy (24.11)                                                   | Kim Bo-reum                                                               | Ivanie Blondin                                                               | Mariska Huisman                                                                            |
| 2. PŚ | 24–25 listopada 2012 | Kołomna                                                               | 3000 m (25.11)                                                        | Claudia Pechstein                                                         | Martina Sáblíková                                                            | Marije Joling                                                                              |
| 3. PŚ | 1–2 grudnia 2012     | Astana                                                                | 5000 m (01.12)                                                        | Martina Sáblíková                                                         | Claudia Pechstein                                                            | Olga Graf                                                                                  |
| 3. PŚ | 1–2 grudnia 2012     | Astana                                                                | 1500 m (02.12)                                                        | Christine Nesbitt                                                         | Marrit Leenstra                                                              | Linda de Vries                                                                             |
| 3. PŚ | 1–2 grudnia 2012     | Astana                                                                | Bieg drużynowy (02.12)                                                | Kanada Ivanie Blondin · Christine Nesbitt · Brittany Schussler            | Korea Południowa Kim Bo-reum · No Seon-yeong · Park Do-yeong                 | Holandia Marrit Leenstra · Diane Valkenburg · Linda de Vries                               |
| 4. PŚ | 8–9 grudnia 2012     | Nagano                                                                | 500 m (08.12)                                                         | Lee Sang-hwa                                                              | Nao Kodaira                                                                  | Heather Richardson                                                                         |
| 4. PŚ | 8–9 grudnia 2012     | Nagano                                                                | 1000 m (08.12)                                                        | Heather Richardson                                                        | Christine Nesbitt                                                            | Lotte van Beek                                                                             |
| 4. PŚ | 8–9 grudnia 2012     | Nagano                                                                | 500 m (09.12)                                                         | Lee Sang-hwa                                                              | Jenny Wolf                                                                   | Nao Kodaira                                                                                |
| 4. PŚ | 8–9 grudnia 2012     | Nagano                                                                | 1000 m (09.12)                                                        | Christine Nesbitt                                                         | Heather Richardson                                                           | Lotte van Beek                                                                             |
| 5. PŚ | 15–16 grudnia 2012   | Harbin                                                                | 500 m (15.12)                                                         | Lee Sang-hwa                                                              | Jenny Wolf                                                                   | Yu Jing                                                                                    |
| 5. PŚ | 15–16 grudnia 2012   | Harbin                                                                | 1000 m (15.12)                                                        | Karolína Erbanová                                                         | Zhang Hong                                                                   | Margot Boer                                                                                |
| 5. PŚ | 15–16 grudnia 2012   | Harbin                                                                | 500 m (16.12)                                                         | Lee Sang-hwa                                                              | Yu Jing                                                                      | Nao Kodaira                                                                                |
| 5. PŚ | 15–16 grudnia 2012   | Harbin                                                                | 1000 m (16.12)                                                        | Zhang Hong                                                                | Karolína Erbanová                                                            | Olga Fatkulina                                                                             |
| 5. PŚ | 15–16 grudnia 2012   | Harbin                                                                | Sprint drużynowy (16.12)                                              | Chiny Beixing Wang · Yu Jing · Zhang Hong                                 | Rosja Jekatierina Małyszewa · Nadieżda Assejewa · Olga Fatkulina             | Kanada Paola Simionato · Danielle Wotherspoon · Anastasia Bucsis                           |
|       | 11–13 stycznia 2013  | 110. mistrzostwa Europy w wieloboju 2013 – Heerenveen                 | 110. mistrzostwa Europy w wieloboju 2013 – Heerenveen                 | 110. mistrzostwa Europy w wieloboju 2013 – Heerenveen                     | 110. mistrzostwa Europy w wieloboju 2013 – Heerenveen                        | 110. mistrzostwa Europy w wieloboju 2013 – Heerenveen                                      |
| 6. PŚ | 19–20 stycznia 2013  | Calgary                                                               | 500 m (19.01)                                                         | Lee Sang-hwa                                                              | Heather Richardson                                                           | Yu Jing                                                                                    |
| 6. PŚ | 19–20 stycznia 2013  | Calgary                                                               | 1000 m (19.01)                                                        | Heather Richardson                                                        | Christine Nesbitt                                                            | Brittany Bowe                                                                              |
| 6. PŚ | 19–20 stycznia 2013  | Calgary                                                               | 500 m (20.01)                                                         | Lee Sang-hwa                                                              | Heather Richardson                                                           | Margot Boer                                                                                |
| 6. PŚ | 19–20 stycznia 2013  | Calgary                                                               | 1000 m (20.01)                                                        | Heather Richardson                                                        | Ireen Wüst                                                                   | Christine Nesbitt                                                                          |
|       | 26–27 stycznia 2013  | 44. Mistrzostwa świata w wieloboju sprinterskim 2013 – Salt Lake City | 44. Mistrzostwa świata w wieloboju sprinterskim 2013 – Salt Lake City | 44. Mistrzostwa świata w wieloboju sprinterskim 2013 – Salt Lake City     | 44. Mistrzostwa świata w wieloboju sprinterskim 2013 – Salt Lake City        | 44. Mistrzostwa świata w wieloboju sprinterskim 2013 – Salt Lake City                      |
| 7. PŚ | 09–10 lutego 2013    | Inzell                                                                | 1500 m (09.02)                                                        | Ireen Wüst                                                                | Diane Valkenburg                                                             | Jekatierina Szychowa                                                                       |
| 7. PŚ | 09–10 lutego 2013    | Inzell                                                                | Bieg masowy (09.02)                                                   | Kim Bo-reum                                                               | Francesca Lollobrigida                                                       | Mariska Huisman                                                                            |
| 7. PŚ | 09–10 lutego 2013    | Inzell                                                                | 3000 m (10.02)                                                        | Ireen Wüst                                                                | Diane Valkenburg                                                             | Martina Sáblíková                                                                          |
|       | 16–17 lutego 2013    | 107. mistrzostwa świata w wieloboju 2013 – Hamar                      | 107. mistrzostwa świata w wieloboju 2013 – Hamar                      | 107. mistrzostwa świata w wieloboju 2013 – Hamar                          | 107. mistrzostwa świata w wieloboju 2013 – Hamar                             | 107. mistrzostwa świata w wieloboju 2013 – Hamar                                           |
| 8. PŚ | 01–3 marca 2013      | Erfurt                                                                | 500 m (01.03)                                                         | Wang Beixing                                                              | Thijsje Oenema                                                               | Jenny Wolf                                                                                 |
| 8. PŚ | 01–3 marca 2013      | Erfurt                                                                | 5000 m (01.03)                                                        | Martina Sáblíková                                                         | Stephanie Beckert                                                            | Claudia Pechstein                                                                          |
| 8. PŚ | 01–3 marca 2013      | Erfurt                                                                | 500 m (02.03)                                                         | Wang Beixing                                                              | Olga Fatkulina                                                               | Thijsje Oenema                                                                             |
| 8. PŚ | 01–3 marca 2013      | Erfurt                                                                | 1500 m (02.03)                                                        | Ireen Wüst                                                                | Diane Valkenburg                                                             | Marrit Leenstra                                                                            |
| 8. PŚ | 01–3 marca 2013      | Erfurt                                                                | 1000 m (03.03)                                                        | Brittany Bowe                                                             | Ireen Wüst                                                                   | Olga Fatkulina                                                                             |
| 8. PŚ | 01–3 marca 2013      | Erfurt                                                                | Bieg drużynowy (03.03)                                                | Holandia Marrit Leenstra · Diane Valkenburg · Ireen Wüst                  | Kanada Ivanie Blondin · Kali Christ · Cindy Klassen                          | Polska Katarzyna Bachleda-Curuś · Natalia Czerwonka · Luiza Złotkowska                     |
| 8. PŚ | 01–3 marca 2013      | Erfurt                                                                | Sprint drużynowy (03.03)                                              | Niemcy Jennifer Plate · Judith Hesse · Monique Angermüller                | Kanada Danielle Wotherspoon · Kaylin Irvine · Anastasia Bucsis               | Włochy Yvonne Daldossi · Paola Simionato · Francesca Lollobrigida                          |
| 9. PŚ | 08–10 marca 2013     | Heerenveen                                                            | 500 m (08.03)                                                         | Jenny Wolf                                                                | Wang Beixing                                                                 | Lee Sang-hwa                                                                               |
| 9. PŚ | 08–10 marca 2013     | Heerenveen                                                            | Bieg drużynowy (08.03)                                                | Holandia Marrit Leenstra · Linda de Vries · Diane Valkenburg · Ireen Wüst | Kanada Ivanie Blondin · Kali Christ · Christine Nesbitt · Brittany Schussler | Polska Katarzyna Bachleda-Curuś · Natalia Czerwonka · Luiza Złotkowska · Katarzyna Woźniak |
| 9. PŚ | 08–10 marca 2013     | Heerenveen                                                            | 1000 m (09.03)                                                        | Christine Nesbitt                                                         | Zhang Hong                                                                   | Laurine van Riessen                                                                        |
| 9. PŚ | 08–10 marca 2013     | Heerenveen                                                            | 3000 m (09.03)                                                        | Ireen Wüst                                                                | Diane Valkenburg                                                             | Linda de Vries                                                                             |
| 9. PŚ | 08–10 marca 2013     | Heerenveen                                                            | 500 m (10.03)                                                         | Lee Sang-hwa                                                              | Wang Beixing                                                                 | Thijsje Oenema                                                                             |
| 9. PŚ | 08–10 marca 2013     | Heerenveen                                                            | 1500 m (10.03)                                                        | Ireen Wüst                                                                | Lotte van Beek                                                               | Christine Nesbitt                                                                          |
| 9. PŚ | 08–10 marca 2013     | Heerenveen                                                            | Bieg masowy (10.03)                                                   | Irene Schouten                                                            | Ivanie Blondin                                                               | Kim Bo-reum                                                                                |
|       | 21–24 marca 2013     | 15. Mistrzostwa świata na dystansach 2013 – Soczi                     | 15. Mistrzostwa świata na dystansach 2013 – Soczi                     | 15. Mistrzostwa świata na dystansach 2013 – Soczi                         | 15. Mistrzostwa świata na dystansach 2013 – Soczi                            | 15. Mistrzostwa świata na dystansach 2013 – Soczi                                          |

#### Klasyfikacje
| Lp. | Zawodnik            | Punkty |
| --- | ------------------- | ------ |
| 1.  | Lee Sang-hwa        | 1055   |
| 2.  | Jenny Wolf          | 851    |
| 3.  | Wang Beixing        | 756    |
| 4.  | Olga Fatkulina      | 569    |
| 5.  | Heather Richardson  | 568    |
| 6.  | Thijsje Oenema      | 546    |
| 7.  | Nao Kodaira         | 415    |
| 8.  | Margot Boer         | 410    |
| 9.  | Laurine van Riessen | 406    |
| 10. | Yu Jing             | 375    |

| Lp. | Zawodnik            | Punkty |
| --- | ------------------- | ------ |
| 1.  | Heather Richardson  | 525    |
| 2.  | Brittany Bowe       | 480    |
| 3.  | Karolína Erbanová   | 465    |
| 4.  | Christine Nesbitt   | 438    |
| 5.  | Zhang Hong          | 420    |
| 6.  | Olga Fatkulina      | 406    |
| 7.  | Lotte van Beek      | 381    |
| 8.  | Laurine van Riessen | 378    |
| 9.  | Marrit Leenstra     | 343    |
| 10. | Margot Boer         | 292    |

| Lp. | Zawodnik              | Punkty |
| --- | --------------------- | ------ |
| 1.  | Marrit Leenstra       | 411    |
| 2.  | Christine Nesbitt     | 375    |
| 3.  | Ireen Wüst            | 350    |
| 4.  | Linda de Vries        | 280    |
| 5.  | Lotte van Beek        | 263    |
| 6.  | Diane Valkenburg      | 260    |
| 7.  | Jekatierina Szychowa  | 232    |
| 8.  | Jekatierina Łobyszewa | 200    |
| 9.  | Kali Christ           | 187    |
| 10. | Martina Sáblíková     | 178    |

| Lp. | Zawodnik          | Punkty |
| --- | ----------------- | ------ |
| 1.  | Martina Sáblíková | 475    |
| 2.  | Claudia Pechstein | 421    |
| 3.  | Diane Valkenburg  | 410    |
| 4.  | Stephanie Beckert | 371    |
| 5.  | Marije Joling     | 291    |
| 6.  | Ireen Wüst        | 285    |
| 7.  | Olga Graf         | 244    |
| 8.  | Linda de Vries    | 240    |
| 9.  | Masako Hozumi     | 199    |
| 10. | Kim Bo-reum       | 185    |

| Lp. | Zawodnik          | Punkty |
| --- | ----------------- | ------ |
| 1.  | Holandia          | 400    |
| 2.  | Kanada            | 370    |
| 3.  | Polska            | 295    |
| 4.  | Niemcy            | 280    |
| 5.  | Korea Południowa  | 160    |
| 6.  | Japonia           | 135    |
| 7.  | Norwegia          | 130    |
| 8.  | Rosja             | 95     |
| 9.  | Włochy            | 60     |
| 10. | Stany Zjednoczone | 55     |

| Lp. | Zawodnik               | Punkty |
| --- | ---------------------- | ------ |
| 1.  | Kim Bo-reum            | 365    |
| 2.  | Mariska Huisman        | 330    |
| 3.  | Ivanie Blondin         | 300    |
| 4.  | Irene Schouten         | 210    |
| 5.  | Claudia Pechstein      | 183    |
| 6.  | Francesca Lollobrigida | 155    |
| 7.  | Park Do-yeong          | 141    |
| 8.  | Bente Kraus            | 110    |
| 9.  | Vanessa Bittner        | 90     |
| 10. | Jelena Peeters         | 84     |

### Mężczyźni
| Lp.   | Data                 | Miejscowość                                                           | Konkurencja                                                           | 1 miejsce                                                              | 2 miejsce                                                                       | 3 miejsce                                                             |
| ----- | -------------------- | --------------------------------------------------------------------- | --------------------------------------------------------------------- | ---------------------------------------------------------------------- | ------------------------------------------------------------------------------- | --------------------------------------------------------------------- |
| 1. PŚ | 16–18 listopada 2012 | Heerenveen                                                            | 5000 m (16.11)                                                        | Sven Kramer                                                            | Jorrit Bergsma                                                                  | Jan Blokhuijsen                                                       |
| 1. PŚ | 16–18 listopada 2012 | Heerenveen                                                            | 500 m (17.11)                                                         | Pekka Koskela                                                          | Artur Waś                                                                       | Jan Smeekens                                                          |
| 1. PŚ | 16–18 listopada 2012 | Heerenveen                                                            | 1000 m (17.11)                                                        | Denny Morrison                                                         | Pekka Koskela                                                                   | Kjeld Nuis                                                            |
| 1. PŚ | 16–18 listopada 2012 | Heerenveen                                                            | Bieg drużynowy (17.11)                                                | Holandia Jan Blokhuijsen · Sven Kramer · Koen Verweij                  | Rosja Jewgienij Łalenkow · Dienis Juskow · Iwan Skobriew                        | Korea Południowa Joo Hyong-jun · Ko Byung-wook · Lee Seung-hoon       |
| 1. PŚ | 16–18 listopada 2012 | Heerenveen                                                            | 500 m (18.11)                                                         | Jōji Katō                                                              | Jan Smeekens                                                                    | Mo Tae-bum                                                            |
| 1. PŚ | 16–18 listopada 2012 | Heerenveen                                                            | 1500 m (18.11)                                                        | Maurice Vriend                                                         | Håvard Bøkko                                                                    | Sverre Lunde Pedersen                                                 |
| 1. PŚ | 16–18 listopada 2012 | Heerenveen                                                            | Bieg masowy (18.11)                                                   | Christijn Groeneveld                                                   | Arjan Stroetinga                                                                | Alexis Contin                                                         |
| 2. PŚ | 24–25 listopada 2012 | Kołomna                                                               | 5000 m (24.11)                                                        | Sven Kramer                                                            | Jan Blokhuijsen                                                                 | Jorrit Bergsma                                                        |
| 2. PŚ | 24–25 listopada 2012 | Kołomna                                                               | 1500 m (25.11)                                                        | Koen Verweij                                                           | Bart Swings                                                                     | Brian Hansen                                                          |
| 2. PŚ | 24–25 listopada 2012 | Kołomna                                                               | Bieg masowy (25.11)                                                   | Jorrit Bergsma                                                         | Ewen Fernandez                                                                  | Alexis Contin                                                         |
| 3. PŚ | 1–2 grudnia 2012     | Astana                                                                | 1500 m (01.12)                                                        | Shani Davis                                                            | Håvard Bøkko                                                                    | Zbigniew Bródka                                                       |
| 3. PŚ | 1–2 grudnia 2012     | Astana                                                                | Bieg drużynowy (01.12)                                                | Holandia Jorrit Bergsma · Jan Blokhuijsen · Koen Verweij               | Korea Południowa Joo Hyong-jun · Kim Jin-Su · Lee Seung-hoon                    | Norwegia Håvard Bøkko · Simen Spieler Nilsen · Sverre Lunde Pedersen  |
| 3. PŚ | 1–2 grudnia 2012     | Astana                                                                | 10000 m (02.12)                                                       | Jorrit Bergsma                                                         | Bob de Jong                                                                     | Lee Seung-hoon                                                        |
| 4. PŚ | 8–9 grudnia 2012     | Nagano                                                                | 500 m (08.12)                                                         | Pekka Koskela                                                          | Michel Mulder                                                                   | Tucker Fredricks                                                      |
| 4. PŚ | 8–9 grudnia 2012     | Nagano                                                                | 1000 m (08.12)                                                        | Pekka Koskela                                                          | Samuel Schwarz                                                                  | Lee Kyu-hyeok                                                         |
| 4. PŚ | 8–9 grudnia 2012     | Nagano                                                                | 500 m (09.12)                                                         | Keiichirō Nagashima                                                    | Gilmore Junio                                                                   | Jan Smeekens                                                          |
| 4. PŚ | 8–9 grudnia 2012     | Nagano                                                                | 1000 m (09.12)                                                        | Hein Otterspeer                                                        | Denny Morrison                                                                  | Kjeld Nuis                                                            |
| 5. PŚ | 15–16 grudnia 2012   | Harbin                                                                | 500 m (15.12)                                                         | Jan Smeekens                                                           | Michel Mulder                                                                   | Jōji Katō                                                             |
| 5. PŚ | 15–16 grudnia 2012   | Harbin                                                                | 1000 m (15.12)                                                        | Shani Davis                                                            | Hein Otterspeer                                                                 | Samuel Schwarz                                                        |
| 5. PŚ | 15–16 grudnia 2012   | Harbin                                                                | 500 m (16.12)                                                         | Jōji Katō                                                              | Michel Mulder                                                                   | Jan Smeekens                                                          |
| 5. PŚ | 15–16 grudnia 2012   | Harbin                                                                | 1000 m (16.12)                                                        | Samuel Schwarz                                                         | Shani Davis                                                                     | Hein Otterspeer                                                       |
| 5. PŚ | 15–16 grudnia 2012   | Harbin                                                                | Sprint drużynowy (16.12)                                              | Kazachstan Aleksandr Głuszczenko · Wiktor Głuszczenko · Dienis Kuzin   | Niemcy Denny Ihle · Nico Ihle · Samuel Schwarz                                  | Rosja Dienis Kowal · Artiom Kuzniecow · Igor Bogolubski               |
|       | 11–13 stycznia 2013  | 110. mistrzostwa Europy w wieloboju 2013 – Heerenveen                 | 110. mistrzostwa Europy w wieloboju 2013 – Heerenveen                 | 110. mistrzostwa Europy w wieloboju 2013 – Heerenveen                  | 110. mistrzostwa Europy w wieloboju 2013 – Heerenveen                           | 110. mistrzostwa Europy w wieloboju 2013 – Heerenveen                 |
| 6. PŚ | 19–20 stycznia 2013  | Calgary                                                               | 500 m (19.01)                                                         | Jan Smeekens                                                           | Pekka Koskela                                                                   | Jamie Gregg                                                           |
| 6. PŚ | 19–20 stycznia 2013  | Calgary                                                               | 1000 m (19.01)                                                        | Shani Davis                                                            | Kjeld Nuis                                                                      | Michel Mulder                                                         |
| 6. PŚ | 19–20 stycznia 2013  | Calgary                                                               | 500 m (20.01)                                                         | Jan Smeekens                                                           | Jōji Katō                                                                       | Michel Mulder                                                         |
| 6. PŚ | 19–20 stycznia 2013  | Calgary                                                               | 1000 m (20.01)                                                        | Hein Otterspeer                                                        | Shani Davis                                                                     | Samuel Schwarz                                                        |
|       | 26–27 stycznia 2013  | 44. Mistrzostwa świata w wieloboju sprinterskim 2013 – Salt Lake City | 44. Mistrzostwa świata w wieloboju sprinterskim 2013 – Salt Lake City | 44. Mistrzostwa świata w wieloboju sprinterskim 2013 – Salt Lake City  | 44. Mistrzostwa świata w wieloboju sprinterskim 2013 – Salt Lake City           | 44. Mistrzostwa świata w wieloboju sprinterskim 2013 – Salt Lake City |
| 7. PŚ | 09–10 lutego 2013    | Inzell                                                                | 5000 m (09.02)                                                        | Sven Kramer                                                            | Bob de Jong                                                                     | Jorrit Bergsma                                                        |
| 7. PŚ | 09–10 lutego 2013    | Inzell                                                                | 1500 m (10.02)                                                        | Dienis Juskow                                                          | Zbigniew Bródka                                                                 | Brian Hansen                                                          |
| 7. PŚ | 09–10 lutego 2013    | Inzell                                                                | Bieg masowy (10.02)                                                   | Arjan Stroetinga                                                       | Haralds Silovs                                                                  | Christijn Groeneveld                                                  |
|       | 16–17 lutego 2013    | 107. mistrzostwa świata w wieloboju 2013 – Hamar                      | 107. mistrzostwa świata w wieloboju 2013 – Hamar                      | 107. mistrzostwa świata w wieloboju 2013 – Hamar                       | 107. mistrzostwa świata w wieloboju 2013 – Hamar                                | 107. mistrzostwa świata w wieloboju 2013 – Hamar                      |
| 8. PŚ | 01–3 marca 2013      | Erfurt                                                                | 10000 m (01.03)                                                       | Bob de Jong                                                            | Jorrit Bergsma                                                                  | Lee Seung-hoon                                                        |
| 8. PŚ | 01–3 marca 2013      | Erfurt                                                                | 500 m (02.03)                                                         | Jan Smeekens                                                           | Jōji Katō                                                                       | Ronald Mulder                                                         |
| 8. PŚ | 01–3 marca 2013      | Erfurt                                                                | 1000 m (02.03)                                                        | Brian Hansen                                                           | Stefan Groothuis                                                                | Dmitrij Łobkow Denny Ihle                                             |
| 8. PŚ | 01–3 marca 2013      | Erfurt                                                                | Bieg drużynowy (02.03)                                                | Holandia Sven Kramer · Jorrit Bergsma · Koen Verweij                   | Korea Południowa Lee Seung-hoon · Ko Byung-wook · Kim Cheol-min                 | Polska Zbigniew Bródka · Konrad Niedźwiedzki · Jan Szymański          |
| 8. PŚ | 01–3 marca 2013      | Erfurt                                                                | 500 m (03.03)                                                         | Jan Smeekens                                                           | Jōji Katō                                                                       | Ronald Mulder                                                         |
| 8. PŚ | 01–3 marca 2013      | Erfurt                                                                | 1500 m (03.03)                                                        | Zbigniew Bródka                                                        | Haralds Silovs                                                                  | Brian Hansen                                                          |
| 8. PŚ | 01–3 marca 2013      | Erfurt                                                                | Sprint drużynowy (03.03)                                              | Kanada Guillaume Blais-Dufour · Gilmore Junio · William Dutton         | Kazachstan Roman Kriecz · Fiodor Mieziencew · Aleksandr Żygin                   | Niemcy Denny Ihle · Hubert Hirschbichler · Samuel Schwarz             |
| 9. PŚ | 08–10 marca 2013     | Heerenveen                                                            | 500 m (08.03)                                                         | Jan Smeekens                                                           | Jamie Gregg                                                                     | Ronald Mulder                                                         |
| 9. PŚ | 08–10 marca 2013     | Heerenveen                                                            | Bieg drużynowy (08.03)                                                | Holandia Jan Blokhuijsen · Sven Kramer · Koen Verweij · Jorrit Bergsma | Korea Południowa Joo Hyong-jun · Ko Byung-wook · Lee Seung-hoon · Kim Cheol-min | Rosja Jewgienij Łalenkow · Dienis Juskow · Iwan Skobriew              |
| 9. PŚ | 08–10 marca 2013     | Heerenveen                                                            | 1000 m (09.03)                                                        | Stefan Groothuis                                                       | Mark Tuitert                                                                    | Kjeld Nuis                                                            |
| 9. PŚ | 08–10 marca 2013     | Heerenveen                                                            | 5000 m (09.03)                                                        | Sven Kramer                                                            | Jorrit Bergsma                                                                  | Bob de Jong                                                           |
| 9. PŚ | 08–10 marca 2013     | Heerenveen                                                            | 500 m (10.03)                                                         | Jan Smeekens                                                           | Jōji Katō                                                                       | Michel Mulder                                                         |
| 9. PŚ | 08–10 marca 2013     | Heerenveen                                                            | 1500 m (10.03)                                                        | Bart Swings                                                            | Zbigniew Bródka                                                                 | Shani Davis                                                           |
| 9. PŚ | 08–10 marca 2013     | Heerenveen                                                            | Bieg masowy (10.03)                                                   | Bart Swings                                                            | Joo Hyong-jun                                                                   | Arjan Stroetinga                                                      |
|       | 21–24 marca 2013     | 15. Mistrzostwa świata na dystansach 2013 – Soczi                     | 15. Mistrzostwa świata na dystansach 2013 – Soczi                     | 15. Mistrzostwa świata na dystansach 2013 – Soczi                      | 15. Mistrzostwa świata na dystansach 2013 – Soczi                               | 15. Mistrzostwa świata na dystansach 2013 – Soczi                     |

#### Klasyfikacje
| Lp. | Zawodnik            | Punkty |
| --- | ------------------- | ------ |
| 1.  | Jan Smeekens        | 1130   |
| 2.  | Jōji Katō           | 896    |
| 3.  | Michel Mulder       | 665    |
| 4.  | Ronald Mulder       | 640    |
| 5.  | Jamie Gregg         | 480    |
| 6.  | Keiichirō Nagashima | 454    |
| 7.  | Mo Tae-bum          | 426    |
| 8.  | Gilmore Junio       | 420    |
| 9.  | Yūya Oikawa         | 379    |
| 10. | Pekka Koskela       | 344    |

| Lp. | Zawodnik         | Punkty |
| --- | ---------------- | ------ |
| 1.  | Kjeld Nuis       | 587    |
| 2.  | Shani Davis      | 546    |
| 3.  | Hein Otterspeer  | 507    |
| 4.  | Samuel Schwarz   | 477    |
| 5.  | Michel Mulder    | 366    |
| 6.  | Denny Morrison   | 325    |
| 7.  | Stefan Groothuis | 306    |
| 8.  | Tyler Derraugh   | 284    |
| 9.  | Dienis Kuzin     | 277    |
| 10. | Aleksiej Jesin   | 273    |

| Lp. | Zawodnik              | Punkty |
| --- | --------------------- | ------ |
| 1.  | Zbigniew Bródka       | 460    |
| 2.  | Bart Swings           | 336    |
| 3.  | Håvard Bøkko          | 329    |
| 4.  | Dienis Juskow         | 323    |
| 5.  | Shani Davis           | 293    |
| 6.  | Brian Hansen          | 291    |
| 7.  | Konrad Niedźwiedzki   | 267    |
| 8.  | Sverre Lunde Pedersen | 263    |
| 9.  | Koen Verweij          | 248    |
| 10. | Maurice Vriend        | 233    |

| Lp. | Zawodnik              | Punkty |
| --- | --------------------- | ------ |
| 1.  | Jorrit Bergsma        | 520    |
| 2.  | Bob de Jong           | 485    |
| 3.  | Sven Kramer           | 450    |
| 4.  | Lee Seung-hoon        | 347    |
| 5.  | Jan Blokhuijsen       | 305    |
| 6.  | Sverre Lunde Pedersen | 215    |
| 7.  | Håvard Bøkko          | 210    |
| 8.  | Ted Jan Bloemen       | 183    |
| 9.  | Bart Swings           | 161    |
| 10. | Moritz Geisreiter     | 155    |

| Lp. | Zawodnik         | Punkty |
| --- | ---------------- | ------ |
| 1.  | Holandia         | 450    |
| 2.  | Korea Południowa | 350    |
| 3.  | Rosja            | 285    |
| 4.  | Norwegia         | 255    |
| 5.  | Polska           | 160    |
| 6.  | Kanada           | 150    |
| 7.  | Niemcy           | 130    |
| 8.  | Włochy           | 100    |
| 9.  | Francja          | 75     |
| 10. | Belgia           | 71     |

| Lp. | Zawodnik             | Punkty |
| --- | -------------------- | ------ |
| 1.  | Arjan Stroetinga     | 330    |
| 2.  | Bart Swings          | 310    |
| 3.  | Jordan Belchos       | 216    |
| 4.  | Christijn Groeneveld | 212    |
| 5.  | Jorrit Bergsma       | 195    |
| 6.  | Lee Seung-hoon       | 154    |
| 7.  | Marco Weber          | 154    |
| 8.  | Joo Hyong-jun        | 145    |
| 9.  | Alexis Contin        | 140    |
| 10. | Haralds Silovs       | 130    |